# 토미 피터슨
토미 피터슨(Tommy Petersen)은 미국의 배우, 텔레비전 배우이다.

## 영화
- 브이 - 5부작 미니시리즈 (1983년) - 조시 브룩스 역
- 사관과 신사 (1982년) - 어린 잭 역